# 1. divisjon 2020
La 1. divisjon 2020, anche nota come OBOS-ligaen per ragioni di sponsorizzazione, ha visto la vittoria finale del Tromsø, con conseguente promozione in Eliteserien. Al secondo posto si è classificato il Lillestrøm, centrando così la promozione diretta.
Dal 3º al 6º posto sono arrivate invece Sogndal, Ranheim, Åsane e Raufoss, che si sarebbero quindi affrontate nelle qualificazioni all'Eliteserien, contendendo il posto nella massima divisione alla 14ª classificata dell'Eliteserien 2020. Ad avere la meglio è stato il Sogndal, che si è poi arreso al Mjøndalen, che ha difeso il proprio posto nella massima divisione locale.
Kongsvinger ed Øygarden hanno chiuso invece la stagione rispettivamente al 15º ed al 16º posto in graduatoria, retrocedendo pertanto in 2. divisjon. Lo Stjørdals-Blink, 14º arrivato, avrebbe difeso il proprio posto in 1. divisjon dall'assalto dell'Asker, vincitore degli spareggi in 2. divisjon 2020.
Il capocannoniere del campionato è stato Henrik Udahl dell'Åsane, con 19 reti realizzate.

## Classifica finale
|  | Pos. | Squadra         | Pt | G  | V  | N  | P  | GF | GS | DR  |
|  | ---- | --------------- | -- | -- | -- | -- | -- | -- | -- | --- |
|  | 1.   | Tromsø          | 63 | 30 | 19 | 6  | 5  | 60 | 29 | +31 |
|  | 2.   | Lillestrøm      | 57 | 30 | 16 | 9  | 5  | 49 | 26 | +23 |
|  | 3.   | Sogndal         | 51 | 30 | 15 | 6  | 9  | 57 | 36 | +21 |
|  | 4.   | Ranheim         | 47 | 30 | 13 | 8  | 9  | 61 | 41 | +20 |
|  | 5.   | Åsane           | 45 | 30 | 12 | 9  | 9  | 60 | 48 | +12 |
|  | 6.   | Raufoss         | 42 | 30 | 11 | 10 | 9  | 53 | 44 | +9  |
|  | 7.   | Sandnes Ulf     | 41 | 30 | 11 | 8  | 11 | 46 | 55 | -9  |
|  | 8.   | KFUM Oslo       | 39 | 30 | 10 | 9  | 11 | 44 | 44 | 0   |
|  | 9.   | HamKam          | 39 | 30 | 10 | 9  | 11 | 49 | 52 | -3  |
|  | 10.  | Strømmen        | 35 | 30 | 10 | 8  | 12 | 47 | 51 | -4  |
|  | 11.  | Jerv            | 35 | 30 | 9  | 8  | 13 | 41 | 57 | -16 |
|  | 12.  | Ullensaker/Kisa | 35 | 30 | 10 | 5  | 15 | 45 | 63 | -18 |
|  | 13.  | Grorud          | 34 | 30 | 9  | 7  | 14 | 45 | 56 | -11 |
|  | 14.  | Stjørdals-Blink | 33 | 30 | 8  | 9  | 13 | 52 | 59 | -7  |
|  | 15.  | Kongsvinger     | 28 | 30 | 6  | 10 | 14 | 35 | 53 | -18 |
|  | 16.  | Øygarden        | 27 | 30 | 6  | 9  | 15 | 37 | 67 | -30 |

## Qualificazioni all'Eliteserien
|           | Risultati |         | Stadio             | data             |  |
| --------- | --------- | ------- | ------------------ | ---------------- |  |
| Åsane     | 3 - 1     | Raufoss | Vestlandshallen    | 16 dicembre 2020 |  |
| Ranheim   | 4 - 1     | Åsane   | EXTRA Arena        | 19 dicembre 2020 |  |
| Sogndal   | 3 - 1     | Ranheim | Fosshaugane Campus | 22 dicembre 2020 |  |
| Mjøndalen | 3 - 2     | Sogndal | Intility Arena     | 28 dicembre 2020 |  |

## Qualificazioni alla 1. divisjon

### Primo turno
|       | Risultati                  |       | Stadio                     | data             |  |
| ----- | -------------------------- | ----- | -------------------------- | ---------------- |  |
| Asker | 1 - 1                      | Skeid | Føyka Kunstgress           | 6 dicembre 2020  |  |
| Skeid | 1 - 1 (d.t.s., 3-4 d.c.r.) | Asker | Nordre Åsen kunstgressbane | 12 dicembre 2020 |  |

### Secondo turno
|                 | Risultati |                 | Stadio                   | data             |  |
| --------------- | --------- | --------------- | ------------------------ | ---------------- |  |
| Stjørdals-Blink | 3 - 0     | Asker           | M.U.S Stadion Sandskogan | 17 dicembre 2020 |  |
| Asker           | 1 - 3     | Stjørdals-Blink | Føyka Kunstgress         | 20 dicembre 2020 |  |

## Statistiche

### Classifica marcatori
| Gol |  |  | Giocatore             | Squadra         |
| --- |  |  | --------------------- | --------------- |
| 19  |  |  | Henrik Udahl          | Åsane           |
| 17  |  |  | Kristoffer Hoven      | Sogndal         |
| 16  |  |  | Mats Lillebo          | Stjørdals-Blink |
| 15  |  |  | Oscar Aga             | Grorud          |
| 14  |  |  | Magnus Retsius Grødem | Sandnes Ulf     |